# Bergsnyala
Bergsnyala (Tragelaphus buxtoni) är en antilopart som tillhör familjen oxdjur. Man hittar den främst på Arussihöglandet och i provinsen Sidama i Etiopien. Eftersom den bara håller till på ett område som är 150 kvadratkilometer stort upptäcktes den inte förrän är 1910.

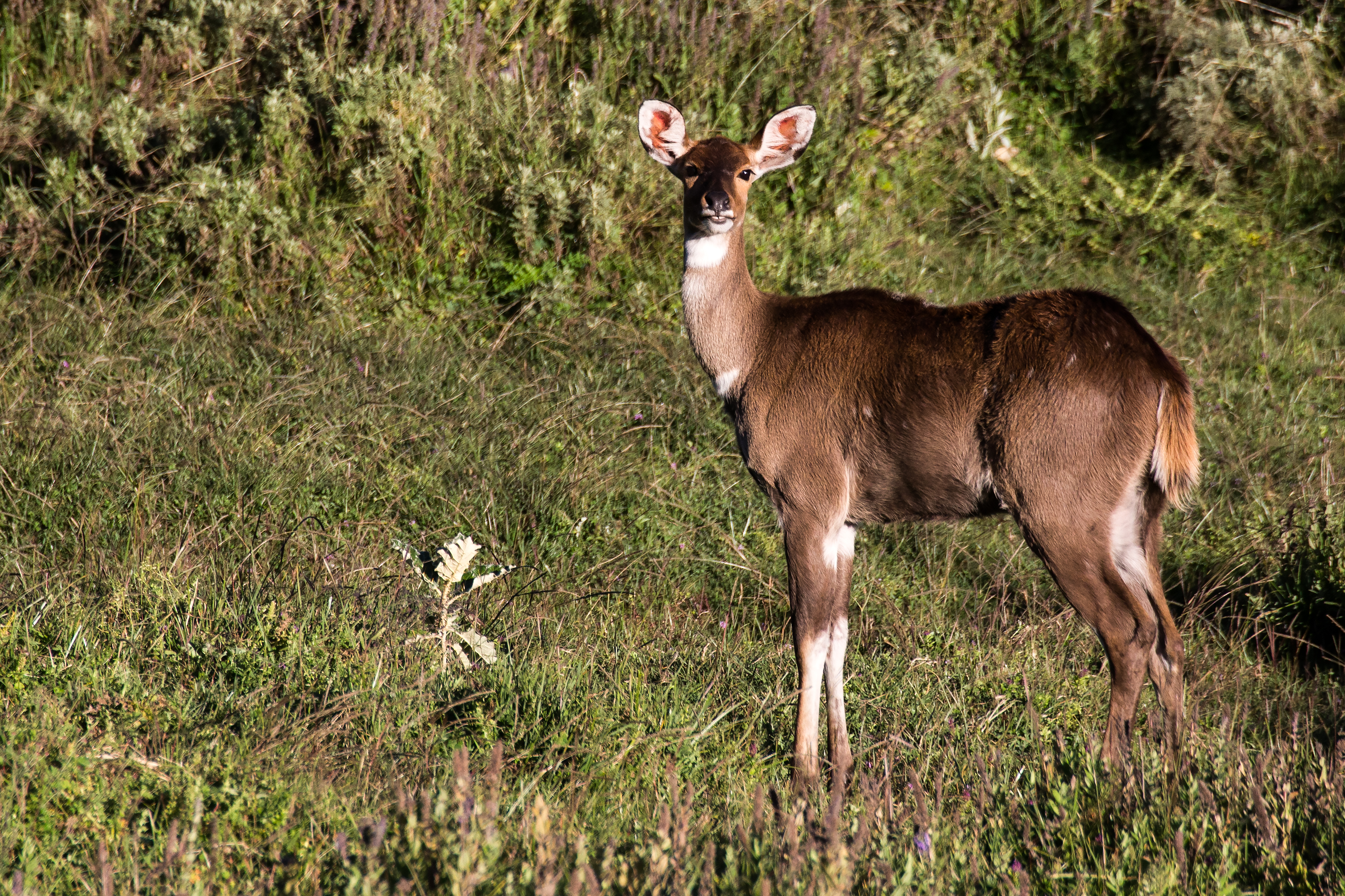
Hona

Bergsnyalan påminner ganska mycket om den större kudun. Pälsen är raggig och gråbrun. Den har fyra svaga vita strimmor på sidorna och vita fläckar på kinderna och halsen. Hanarna har en kort vit man som övergår till en brun och vit ”ryggman”. Bergsnyalan har långa spiralvridna horn som kan bli runt 80 centimeter långa. Nyalan har en boghöjd på ungefär 125 centimeter och den kan väga runt 200 kilogram.
Bergsnyalan håller mest till i Arussibergen och Balebergens höglandsskogar och på dess bergshedar mellan 2700 och 3700 meter över havet. Bergsskogarna de håller till i består mest av Ceder och trädljung. I nyalans diet ingår skott, knopp, ljung, gräs och örter.
Nyalan är för det mesta ett nattaktivt djur som söker föda från eftermiddagen till morgonen. Hanarna lever oftast ensamma medan hornorna och ungdjuren bildar små hjordar.
Det främsta rovdjuret som jagar bergsnyalan är leoparden. Den är ett utrotningshotat djur på grund av jakt och miljöförstöring.